# UNCAF Nations Cup 2003
The UNCAF Nations Cup 2003 was de zevende editie van de UNCAF Nations Cup, het voetbaltoernooi dat gehouden wordt voor leden van de UNCAF. Alle landen spelen in dit toernooi 1 keer tegen elkaar. De eerste drie landen plaatsen zich voor de CONCACAF Gold Cup van 2003. De nummer drie speelt in een kwalificatiepoule voor twee plekken in de CONCACAF Gold Cup. Het toernooi zou worden gehouden in Panama.

## Deelnemende landen
6 landen van de UNCAF namen deel.
| Groep       | Groep  | Groep                          |
| Land        | Aantal | Beste resultaat                |
| ----------- | ------ | ------------------------------ |
| Costa Rica  | 7e     | Winnaar (1991, 1997, 1999)     |
| El Salvador | 7e     | Derde (1991, 1995, 1997, 2001) |
| Guatemala   | 6e     | Winnaar (2001)                 |
| Honduras    | 7e     | Winnaar (1993, 1995)           |
| Nicaragua   | 4e     | groepsfase (1997, 1999, 2001)  |
| Panama      | 5e     | Derde (1993)                   |

## Stadion
| Panama-Stad                                   | · Panama-Stad Colón |
| Estadio Rommel Fernández Capaciteit: 32.000   | · Panama-Stad Colón |
|                                               | · Panama-Stad Colón |
| Colón                                         | · Panama-Stad Colón |
| Estadio Armando Dely Valdés Capaciteit: 4.000 | · Panama-Stad Colón |

## Eindstand
| Betekenis van de kleuren                           |
| -------------------------------------------------- |
| Kampioen, geplaatst voor de CONCACAF Gold Cup 2003 |
| Geplaatst voor de CONCACAF Gold Cup 2003           |
| Geplaatst voor de kwalificatiepoule                |

| Team        | Gsp | GW | G | V | DV | DT | DS  | Ptn |
| ----------- | --- | -- | - | - | -- | -- | --- | --- |
| Costa Rica  | 5   | 4  | 1 | 0 | 5  | 1  | +4  | 13  |
| Guatemala   | 5   | 3  | 1 | 1 | 10 | 4  | +6  | 10  |
| El Salvador | 5   | 3  | 0 | 2 | 6  | 4  | +2  | 9   |
| Honduras    | 5   | 1  | 1 | 3 | 4  | 5  | –1  | 4   |
| Panama      | 5   | 1  | 1 | 3 | 4  | 5  | –1  | 4   |
| Nicaragua   | 5   | 1  | 0 | 4 | 1  | 11 | –10 | 3   |

## Wedstrijden
|                               |                  |       |                                       |                                       |
| 9 februari «onderlinge duels» | Panama           | 1 – 2 | El Salvador                           | Estadio Rommel Fernández, Panama-Stad |
| 9 februari «onderlinge duels» | Neftalí Díaz 34' |       | Josué Galdámez 70' Rudis Corrales 77' | Estadio Rommel Fernández, Panama-Stad |

|                                |                 |       |             |                                       |
| 11 februari «onderlinge duels» | Costa Rica      | 1 – 0 | El Salvador | Estadio Rommel Fernández, Panama-Stad |
| 11 februari «onderlinge duels» | Erick Scott 62' |       |             | Estadio Rommel Fernández, Panama-Stad |

|                                |                                           |       |           |                                       |
| 11 februari «onderlinge duels» | Honduras                                  | 2 – 0 | Nicaragua | Estadio Rommel Fernández, Panama-Stad |
| 11 februari «onderlinge duels» | Jairo Martínez 4' Julio César de León 20' |       |           | Estadio Rommel Fernández, Panama-Stad |

|                                |                           |       |                   |                                       |
| 13 februari «onderlinge duels» | Costa Rica                | 1 – 1 | Guatemala         | Estadio Rommel Fernández, Panama-Stad |
| 13 februari «onderlinge duels» | Walter Centeno 24' (pen.) |       | Freddy García 48' | Estadio Rommel Fernández, Panama-Stad |

|                                |                                                        |       |           |                                       |
| 13 februari «onderlinge duels» | El Salvador                                            | 3 – 0 | Nicaragua | Estadio Rommel Fernández, Panama-Stad |
| 13 februari «onderlinge duels» | Rudis Corrales 5' Víctor Velásquez 27' Diego Mejía 89' |       |           | Estadio Rommel Fernández, Panama-Stad |

|                                |                 |       |           |                                    |
| 15 februari «onderlinge duels» | Costa Rica      | 1 – 0 | Nicaragua | Estadio Armando Dely Valdés, Colón |
| 15 februari «onderlinge duels» | Erick Scott 16' |       |           | Estadio Armando Dely Valdés, Colón |

|                                |          |                     |             |                                    |
| 15 februari «onderlinge duels» | Honduras | 0 – 1               | El Salvador | Estadio Armando Dely Valdés, Colón |
| 15 februari «onderlinge duels» |          | Gilberto Murgas 81' |             | Estadio Armando Dely Valdés, Colón |

|                                |                                    |       |           |                                       |
| 16 februari «onderlinge duels» | Panama                             | 2 – 0 | Guatemala | Estadio Rommel Fernández, Panama-Stad |
| 16 februari «onderlinge duels» | Mario Méndez 29' Roberto Brown 36' |       |           | Estadio Rommel Fernández, Panama-Stad |

|                                |                                                                 |       |           |                                       |
| 18 februari «onderlinge duels» | Guatemala                                                       | 5 – 0 | Nicaragua | Estadio Rommel Fernández, Panama-Stad |
| 18 februari «onderlinge duels» | Carlos Ruiz 33', 45', 66' Freddy García 77' Carlos Figueroa 81' |       |           | Estadio Rommel Fernández, Panama-Stad |

|                                |                     |       |                    |                                       |
| 18 februari «onderlinge duels» | Panama              | 1 – 1 | Honduras           | Estadio Rommel Fernández, Panama-Stad |
| 18 februari «onderlinge duels» | Víctor Mendieta 60' |       | Jairo Martínez 28' | Estadio Rommel Fernández, Panama-Stad |

|                                |                    |       |          |                                       |
| 20 februari «onderlinge duels» | Costa Rica         | 1 – 0 | Honduras | Estadio Rommel Fernández, Panama-Stad |
| 20 februari «onderlinge duels» | Steven Bryce 45+2' |       |          | Estadio Rommel Fernández, Panama-Stad |

|                                |             |                                            |           |                                       |
| 20 februari «onderlinge duels» | El Salvador | 0 – 2                                      | Guatemala | Estadio Rommel Fernández, Panama-Stad |
| 20 februari «onderlinge duels» |             | César Alegría 18' Freddy García 83' (pen.) |           | Estadio Rommel Fernández, Panama-Stad |

|                                |        |                     |           |                                       |
| 21 februari «onderlinge duels» | Panama | 0 – 1               | Nicaragua | Estadio Rommel Fernández, Panama-Stad |
| 21 februari «onderlinge duels» |        | Emilio Palacios 83' |           | Estadio Rommel Fernández, Panama-Stad |

|                                |                   |       |                                          |                                       |
| 23 februari «onderlinge duels» | Honduras          | 1 – 2 | Guatemala                                | Estadio Rommel Fernández, Panama-Stad |
| 23 februari «onderlinge duels» | Amado Guevara 76' |       | Guillermo Ramírez 7' Carlos Figueroa 56' | Estadio Rommel Fernández, Panama-Stad |

|                                |        |                  |            |                                       |
| 23 februari «onderlinge duels» | Panama | 0 – 1            | Costa Rica | Estadio Rommel Fernández, Panama-Stad |
| 23 februari «onderlinge duels» |        | Alonso Solís 73' |            | Estadio Rommel Fernández, Panama-Stad |

| Kampioen UNCAF Nations Cup 2003 |
| ------------------------------- |
|                                 |
| COSTA RICA 4e titel             |